# Karjala Cup 2003
Der Karjala Cup 2003 war seit 1996 die achte Austragung des in Finnland stattfindenden Eishockeyturniers. Es war Teil der Euro Hockey Tour, bei welcher sich die Nationalmannschaften Finnlands, Schwedens, Russlands und Tschechiens messen. Die Spiele des Turniers wurden mit einer Ausnahme in der Hartwall Areena in Helsinki ausgetragen.

## Spiele
| 6. November 2003 18:30 Uhr | Finnland Jukka Hentunen (2:43) Toni Dahlman (16:18) Toni Dahlman (57:21) | 3:2 (2:1, 0:0, 1:1) Spielbericht | Russland Witali Proschkin (6:21) Alexander Boikow (48:26) | Hartwall Areena, Helsinki Zuschauer: 6.265 |

| 6. November 2003 19:00 Uhr | Schweden Niklas Anger (12:31) | 1:2 n. P. (0:1, 1:0, 0:0, 0:0, 0:1) Spielbericht | Tschechien Jaroslav Hlinka (38:34) Tomáš Divíšek (PS) | PEAB Arena, Nyköping Zuschauer: 5.008 |

| 8. November 2003 15:00 Uhr | Russland Sergej Koroljow (23:02) Roman Kuchtinow (50:37) | 2:0 (0:0, 1:0, 1:0) Spielbericht | Schweden | Hartwall Areena, Helsinki Zuschauer: 6.352 |

| 8. November 2003 18:30 Uhr | Finnland Mikko Eloranta (6:26) Jarkko Immonen (6:48) Tomi Kallio (8:38) Pasi Määttänen (19:46) Janne Laakkonen (58:36) | 5:1 (4:0, 0:0, 1:1) Spielbericht | Tschechien Radek Duda (50:58) | Hartwall Areena, Helsinki Zuschauer: 11.324 |

| 9. November 2003 14:30 Uhr | Tschechien Jan Hejda (10:10) Tomáš Divíšek (54:52) Michal Sup (PS) | 3:2 n. P. (0:0, 1:0, 1:2, 0:0, 1:0) Spielbericht | Russland Maxim Suschinski (47:02) Wassili Turkowski (53:40) | Hartwall Areena, Helsinki Zuschauer: 8.321 |

| 9. November 2003 18:30 Uhr | Finnland Petteri Nummelin (13:18, 23:12) Mikko Eloranta (23:40) Jere Karalahti (37:52) | 4:1 (1:0, 3:1, 0:0) Spielbericht | Schweden Andreas Salomonsson (24:07) | Hartwall Areena, Helsinki Zuschauer: 10.033 |

## Tabelle
| Platz                                              | Mannschaft   | Spiele | S | S (OT) | N (OT) | N | T    | P |
| -------------------------------------------------- | ------------ | ------ | - | ------ | ------ | - | ---- | - |
| Gold                                               | Finnland     | 3      | 3 | 0      | 0      | 0 | 12:4 | 9 |
| Silber                                             | Tschechien 1 | 3      | 0 | 2      | 0      | 1 | 06:8 | 4 |
| Bronze                                             | Russland 1   | 3      | 1 | 0      | 1      | 1 | 06:6 | 4 |
| 4.                                                 | Schweden     | 3      | 0 | 0      | 1      | 2 | 02:8 | 1 |
| 1 Bei Punktgleichheit zählt der direkte Vergleich. |              |        |   |        |        |   |      |   |

## Auszeichnungen
Spielertrophäen
Die besten Spieler des Turniers waren:
- Bester Torhüter:  Maxim Sokolow (Torhüter)
- Bester Verteidiger:  Petteri Nummelin (Verteidiger)
- Bester Stürmer:  Jarkko Immonen

All-Star-Team A
Die Wahl der Fachjournalisten fiel auf:
| Angriff:      | Ville Peltonen – Jarkko Immonen – Maxim Suschinski |
| Verteidigung: | Marko Tuulola – Petteri Nummelin                   |
| Tor:          | Fredrik Norrena                                    |

All-Star-Team B
Das zweite All-Star-Team bestand aus:
| Angriff:      | Jukka Hentunen – Jörgen Jönsson – Mikko Eloranta |
| Verteidigung: | Witali Proschkin – Jiří Vykoukal                 |
| Tor:          | Roman Málek                                      |